# 利迪娅·赫梅尔尼茨卡-日穆达
利迪娅·赫梅尔尼茨卡-日穆达（波蘭語：Lidia Chmielnicka-Żmuda，1939年3月8日—2002年9月27日），波兰女子排球运动员。她曾代表波兰国家队参加1968年夏季奥林匹克运动会排球比赛，获得一枚铜牌。